# Phalacrotophora maculiterga
Phalacrotophora maculiterga är en tvåvingeart som beskrevs av Rudolf Beyer 1958. Phalacrotophora maculiterga ingår i släktet Phalacrotophora och familjen puckelflugor.
Artens utbredningsområde är Myanmar. Inga underarter finns listade i Catalogue of Life.